# Die Nacht der Abenteuer
Die Nacht der Abenteuer ist ein US-amerikanischer Spielfilm von Chris Columbus aus dem Jahre 1987.
Das Debüt des zuvor als Drehbuchautor in Erscheinung getretenen Regisseurs handelt von einer Babysitterin und drei Minderjährigen, die ungeplant eine turbulente Verfolgungsjagd durch das nächtliche Chicago erleben. Die Filmkomödie feierte ihre Premiere am 19. Juni 1987 in New York und kam am 18. Februar 1988 in Deutschland zum ersten Mal in die Kinos.

## Handlung
Die 17-jährige Chris Parker erwartet voller Vorfreude ihren Freund Mike Todwell zu einem abendlichen Date. Er versetzt sie aber, und der Besuch in einem französischen Nobelrestaurant fällt aus. Zur Ablenkung erfüllt sie eine Bitte der befreundeten Andersons, in dem gut situierten Vorort von Chicago auf ihre Tochter Sara aufzupassen, während die Eltern an einem geschäftlichen Empfang im Stadtzentrum teilnehmen. Saras 15-jähriger Bruder Brad ist heimlich in Chris verliebt und wird deshalb ständig von seiner achtjährigen Schwester aufgezogen. Als Chris’ Freundin Brenda vom Busbahnhof anruft und berichtet, sie sei von zu Hause weggelaufen, entscheidet Chris, gemeinsam mit den Kindern in die Stadt zu fahren, um Brenda zu helfen. Brads pubertierender Freund Daryl besteht ebenfalls darauf, mitgenommen zu werden.
Nach einer Reifenpanne auf dem Highway bietet der zufällig vorbeikommende Abschlepper John Pruitt dem mittellosen Quartett seine Hilfe an. Statt den Wagen wie versprochen zu einer Werkstatt abzuschleppen, macht der eifersüchtige Pruitt jedoch einen Umweg zu seiner untreuen Ehefrau und verjagt deren Liebhaber mit Revolverschüssen. Chris und die Kinder suchen Schutz im geparkten Wagen des Nebenbuhlers, bemerken aber zu spät den unter dem Lenkrad mit dem Kurzschließen des Wagens beschäftigten Autodieb Joe Gipp. Dieser bringt seine wertvolle Beute mitsamt der unliebsamen „Fracht“ zu einer professionellen Autoschieberbande. Deren Anführer Bleak nimmt die Gruppe zunächst in Gewahrsam. Über einen Eisenträger unter dem Dach der Werkstatthalle gelingt ihnen die Flucht. Daryl hatte allerdings zuvor ein Playboy-Magazin entwendet, in dem sich wichtige Notizen befinden, die Bleak für seine kriminellen Machenschaften benötigt. Daraufhin heften sich die Verbrecher an die Fersen der Jugendlichen. Auf der Flucht gelangen sie durch einen Hintereingang auf die Konzertbühne eines ausschließlich von Schwarzen frequentierten Clubs, die sie auf Drängen des Sängers erst nach Darbietung eines improvisierten Blues wieder verlassen dürfen.
Unterdessen sieht sich Brenda mit teilweise absurden Situationen und finsteren Gestalten am Busbahnhof konfrontiert. So gerät sie an einen Mann, der aus unbekannten Gründen wiederholt eine Waffe präsentiert, sowie einen Obdachlosen, der die Telefonzelle als sein Zuhause betrachtet. Zudem wird Brenda vorübergehend ihrer Brille beraubt, verwechselt wegen ihrer Kurzsichtigkeit eine Ratte mit einer Katze und erhält am Hotdog-Stand eine Abfuhr, weil sie kein Bargeld bei sich trägt.
Nach dem Verlassen des Clubs können Chris, Brad, Daryl und Sara mithilfe der städtischen Bahn ihren Verfolgern erneut knapp entkommen. Im Zug erwartet sie die nächste Bedrohung: Zwei verfeindete Straßengangs prallen ausgerechnet im selben Abteil aufeinander. Chris und Brad ermöglichen mit einer mutigen Intervention den Ausstieg beim nächsten Halt. Brad wird dabei am Fuß verletzt und anschließend im University Hospital medizinisch versorgt. Aufgrund einer Verwechslung verbreitet sich dort die Nachricht, Brad sei bei der Behandlung verstorben, woraufhin Chris kurzzeitig in Ohnmacht fällt.
Im Krankenhaus erfährt die Gruppe vom flüchtigen Pruitt, dass ihr reparierter Wagen für 50 US-Dollar in Dawson’s Garage abgeholt werden kann. Auf dem Weg dorthin kommen die vier an einer College-Party vorbei. Da Sara dringend eine Toilette aufsuchen muss, lässt sich Chris zu einem kurzen Zwischenstopp überreden. Während Daryl beinahe verführt wird, lernt Chris den sympathischen Studenten Dan Lynch kennen. Der hilft ihr mit 45 US-Dollar aus, die er sich teilweise von seinen Freunden borgt, und bringt sie mit den Kindern zu Dawson’s Garage. Der Inhaber besteht zunächst auf Zahlung der vollen 50 US-Dollar, lässt sich jedoch von Sara erweichen, die ihn für ihren Comic-Helden Thor hält. Auf dem Weg zurück bemerkt Chris zufällig Mikes geparkten Sportwagen unweit des französischen Nobelrestaurants. Was sie bereits befürchtet hatte, wird nun zur Gewissheit: Ihr Freund vergnügt sich dort mit einem anderen Mädchen. Verärgert stellt sie ihn zur Rede und gibt ihn vor den versammelten Gästen der Lächerlichkeit preis.
Zwischenzeitlich konnte die Verbrecherbande um Gipp, Bleak und Handlanger Graydon die Spur wieder aufnehmen. Sara hat sich indes unbemerkt von der Gruppe gelöst, um die Schaufensterauslagen eines Spielzeugladens zu betrachten. Von Bleak angesprochen flüchtet sie in Richtung desselben Hochhauses, in dem sich ihre Eltern gerade von der Feier verabschieden wollen. In der obersten noch im Bauzustand befindlichen Etage angekommen seilt sich Sara verfolgt von Graydon auf der schrägen Fassade des gläsernen Daches ab. Chris und die beiden Jungen treffen ein Stockwerk tiefer unerkannt auf dem Empfang ihrer Eltern ein und beobachten Sara durch das Fenster. Es gelingt ihnen wenig später, die Kleine wieder hochzuziehen und das Playboy-Heft an Gipp auszuhändigen.
Die vier machen sich auf den Heimweg, nicht ohne die erleichterte Brenda am Busbahnhof einzusammeln. Chris überholt die ebenfalls auf dem Highway fahrenden Eltern, um noch vor ihnen zu Hause einzutreffen. Schnell werden die Kinder in ihre Zimmer gebracht und die Küche aufgeräumt, sodass die ahnungslosen Eltern keinen Verdacht schöpfen können. Nach der Verabschiedung trifft überraschend Dan vor dem Haus ein, weil Sara ihren Rollschuh auf dem Rücksitz seines Wagens vergessen hat. Nicht nur den Kindern wird bewusst, dass Chris und Dan sich ineinander verliebt haben.

## Hintergrund
- Der Film spielt in Chicago und Oak Park, wurde aber überwiegend im kanadischen Toronto gedreht. Schauplatz der Gesangseinlage Babysittin' Blues war der Club The Silver Dollar Room in der Spadina Avenue. In dieser Szene hatte Blues-Gitarrist und Sänger Albert Collins einen Cameo-Auftritt mit seiner Band. Der gegen Filmende im Fokus stehende Wolkenkratzer mit dem markanten Schrägdach ist das 1984 fertiggestellte Crain Communications Building in der North Michigan Avenue in Chicago.[1]
- Der Film wird mit einer Tanzeinlage von Elisabeth Shue beim Ankleiden in ihrem Schlafzimmer zum Song Then He Kissed Me der 1960er-Jahre-Gruppe The Crystals eröffnet. Weitere Titel auf dem offiziell nie veröffentlichten Soundtrack waren unter anderem 25 Miles von Edwin Starr, Gimme Shelter von The Rolling Stones, What Does It Take (To Win Your Love) von Jr. Walker & The All Stars sowie Real Wild Child von Iggy Pop.
- Kathleen Turner wurde bei der Besetzung der weiblichen Hauptrolle zunächst präferiert. Neben Shue waren Michelle Pfeiffer, Valerie Bertinelli und Justine Bateman die letzten verbliebenen Anwärterinnen. Andere bekannte Schauspielerinnen wie Jodie Foster, Sharon Stone, Melanie Griffith wurden nach dem Vorsprechen nicht berücksichtigt oder sagten ab. Auch Tatum O’Neal, Brooke Shields, Andie MacDowell und Kelly McGillis waren im Gespräch.[2]
- Andrew Shue, in der Realität der Bruder von Elisabeth Shue, hatte eine Gastrolle auf der College-Party.
- Bradley Whitford, Darsteller von Mike Todwell, war während der Dreharbeiten bereits 27 Jahre alt und durfte im Film sein eigenes Fahrzeug benutzen – einen Chevrolet Camaro mit dem ausgefallenen Nummernschild „So Cool“. Der von Shue gefahrene Wagen war ein Buick Electra Estate Wagon.
- 1989 lief im US-amerikanischen Sender CBS der Pilotfilm zu einer Fernsehserie gleichen Namens. Die Serie wurde jedoch nie produziert.
- Auf Saras Rucksack ist der Gremlin Gizmo abgebildet. Für den Film Gremlins – Kleine Monster von 1984 schrieb Chris Columbus das Drehbuch.
- Der Disney Channel veröffentlichte im Sommer 2016 als Neuverfilmung den Fernsehfilm Die Nacht der verrückten Abenteuer (im Original Further Adventures in Babysitting) mit Sabrina Carpenter und Sofia Carson in den Hauptrollen.[3]

## Kritiken
„Geschickt inszenierte, unterhaltsame Teenager-Komödie mit märchenhaften Zügen; sie kokettiert auf einfallsreiche Weise mit dem Schaurig-Schönen, wobei freilich die heile Welt letztlich nicht angetastet wird.“

## Auszeichnungen
Elisabeth Shue nahm 1988 beim Paris Film Festival den Preis als Beste Schauspielerin (Best Actress) entgegen.
Im Jahr zuvor wurde Maia Brewton beim Young Artist Award als Beste Nachwuchsschauspielerin in einer Komödie (Best Young Actress in a Motion Picture – Comedy) ausgezeichnet. Keith Coogan erhielt eine Nominierung, ebenso der Film selbst in der Kategorie Bester Familienfilm (Best Family Motion Picture – Comedy).

## DVD-Veröffentlichung
- Die Nacht der Abenteuer, Buena Vista Home Entertainment Mai 2004
- Die Nacht der Abenteuer, Walt Disney Studios Home Entertainment, April 2013